# Lampsilis teres
Lampsilis teres är en musselart som först beskrevs av Rafinesque 1820.  Lampsilis teres ingår i släktet Lampsilis och familjen målarmusslor. IUCN kategoriserar arten globalt som livskraftig. Inga underarter finns listade i Catalogue of Life.